# Leptophatnus cariniscrobes
Leptophatnus cariniscrobes là một loài tò vò trong họ Ichneumonidae.